# Setze valsos, Op. 39 (Brahms)
Els Setze valsos (en alemany, Sechzehn Walzer), Op. 39, és un conjunt de 16 valsos per a piano compostes per Johannes Brahms. Són peces curtes compostes l'any 1865 i publicades el 1866. Estan dedicades al crític de música Eduard Hanslick, amic seu.

## Versions
Aquests valsos foren escrits per a piano a quatre mans, i van ser també arranjats per a piano sol pel compositor; en va realitzar dues versions diferents: una més difícil i una altra més senzilla. Les tres versions foren publicades alhora, i es van vendre bé, fet que millorà les expectatives que tenia el compositor. El valsos foren compostos amb el compositor vivint a Viena, una ciutat on s'instal·là permanentment el 1872. Aquestes peces venien a ser com un tribut al vals un tipus de música que estava especialment de moda en la que era la seva ciutat d'adopció. En les versions per a piano sol, alguns de les tonalitats van ser modificades respecte a la versió de original per a quatre mans. Un arranjament per dos pianos de cinc del valsos (núms. 1, 2, 11, 14, i 15) van ser publicats després de la mort del compositor. Gairebé tots els valsos tenen forma binària.

## Valsos
A continuació es presenta la llista dels 16 valsos i enllaços a interpretacions per part de la pianista Martha Goldstein:
| núm. 1 en si major Tempo giusto (1:02)                                                     |
| núm. 2 en mi major (1:32)                                                                  |
| núm. 3 en sol# menor (1:02)                                                                |
| núm. 4 en mi menor Poco sostenuto (1:35)                                                   |
| núm. 5 en mi major Grazioso (1:10)                                                         |
| núm. 6 en do# major Vivace (do major en la versió fàcil) (1:07)                            |
| núm. 7 en do# menor Poco più Andante (2:12)                                                |
| núm. 8 en si♭ major (1:40)                                                                 |
| núm. 9 en re menor (1:26)                                                                  |
| núm. 10 en sol major (0:32)                                                                |
| núm. 11 en si menor (1:28)                                                                 |
| núm. 12 en mi major (1:20)                                                                 |
| núm. 13 en do major (si major en la versió difícil) (0:48)                                 |
| núm. 14 en la menor (sol# menor en la versió difícil i en la versió per a 2 pianos) (1:34) |
| núm. 15 en la major (la♭ major en la versió difícil i en la versió per a 2 pianos) (1:28)  |
| núm. 16 en re menor do# menor en la versió difícil) (1:01)                                 |